# 2022 en Italie
Chronologie de l'Italie
- 2018
- 2019
- 2020
- 2021
- 2022
- 2023
- 2024
- 2025
- 2026

2020 en Europe - 2021 en Europe - 2022 en Europe - 2023 en Europe - 2024 en Europe

## Événements

### Janvier
- 5 janvier : par décret-loi, le gouvernement instaure l'obligation vaccinale pour les plus de 50 ans[1].
- 24 au 29 janvier : élection présidentielle, Sergio Mattarella est réélu avec 75,22 % des voix contre Carlo Nordio

### Février
- x

### Mars
- x

### Avril
- x

### Mai
- 3 mai : 67e cérémonie des David di Donatello.
- 14 mai : finale du Concours Eurovision de la chanson 2022 à Turin.

### Juin
- 12 juin : référendum abrogatif avec cinq questions, mais aucune ne réunit le taux de participation requis.
- 12 et 26 juin : élections municipales.

### Juillet
- 3 juillet : la chute d'un bloc du glacier de la Marmolada (Dolomites) entraîne la mort de six personnes[2].
- 14 juillet : à la suite de la chute de sa coalition gouvernementale, Mario Draghi présente sa démission de la présidence du conseil des ministres ; le président Sergio Mattarella la refuse.
- 21 juillet : Mario Draghi présente à nouveau sa démission ; le président Mattarella dissout le Parlement[3].

### Août
- 18 août : de violents orages, frappant surtout la Toscane, font au moins deux morts[4].
- 31 août au 10 septembre : 79e édition de la Mostra de Venise.

### Septembre
- 31 août au 10 septembre : 79e édition de la Mostra de Venise.
- 25 septembre :
  - élections générales anticipées remportées par la coalition de centre droit ;
  - élections régionales en Sicile.

### Octobre
- 13 octobre : Ignazio La Russa est élu président du Sénat.
- 14 octobre : Lorenzo Fontana est élu président de la Chambre des députés.
- 21 octobre : Giorgia Meloni est nommée présidente du Conseil des ministres, c'est la première femme à ce poste.
- 22 octobre : le gouvernement Meloni prête serment à Rome.

### Novembre
- 26 novembre : sur l'île d'Ischia, un glissement de terrain provoque sept morts et d'importants dégâts[5].

### Décembre
- x

## Culture

### Cinéma

#### Récompenses
- David di Donatello
- Rubans d'argent

#### Autres films sortis en Italie en 2022
- x

#### Mostra de Venise
- Lion d'or : All the Beauty and the Bloodshed de Laura Poitras
- Lion d'argent - Grand Prix du Jury : Saint Omer d'Alice Diop
- Lion d'argent du meilleur réalisateur : Luca Guadagnino pour Bones and All
- Coupe Volpi de la meilleure interprétation féminine : Cate Blanchett pour TÁR
- Coupe Volpi de la meilleure interprétation masculine : Colin Farrell pour Les Banshees d'Inisherin
- Prix du meilleur scénario : Martin McDonagh pour Les Banshees d'Inisherin
- Prix Marcello Mastroianni du meilleur espoir : Taylor Russell pour Bones and All
- Prix spécial du jury : No Bears de Jafar Panahi

### Littérature

#### Livres parus en 2022
- x

#### Prix et récompenses
- Prix Strega : Mario Desiati, Spatriati (Einaudi)
  - Prix Strega européen : Amélie Nothomb: Primo sangue (Voland), traduit par Federica Di Lella; ex aequo Michail Pavlovič Šiškin: Punto di fuga (21lettere), traduit par Emanuela Bonacorsi
- Prix Bagutta : Benedetta Craveri, La contessa (Adelphi) 
  - Prix Bagutta de la première œuvre : Bernardo Zannoni, I miei stupidi intenti (Sellerio)
- Prix Bancarella : Stefania Auci, L'inverno dei leoni (Nord)
- Prix Brancati : 
  - Fiction : ?
  - Poésie : ?
  - Jeunes : ?
- Prix Campiello : Bernardo Zannoni pour I miei stupidi intenti
  - Prix Campiello de la première œuvre : Francesca Valente, Altro nulla da segnalare (Einaudi)
  - Prix de la Fondation Il Campiello : Corrado Stajano
  - Prix Campiello Giovani : Antonella Sbuelz
  - Prix Campiello dei Campielli : Primo Levi, La tregua
- Prix Malaparte : Daniel Mendelsohn[6].
- Prix Napoli : 
  - Fiction : Titti Marrone pour Se solo il mio cuore fosse pietra (Feltrinelli)
  - Poésie : Valerio Magrelli pour Exfanzia (Einaudi)
  - Essai : Enzo Traverso pour Rivoluzione 1789-1989 (Feltrinelli)
- Prix Pozzale Luigi Russo :
  - x
  - x
  - x
- Prix Raymond-Chandler : Harlan Coben
- Prix Scerbanenco : ?
- Prix Stresa : Fabio Stassi (it) pour Mastro Geppetto (Sellerio)
- Prix Viareggio :
  - Roman : Veronica Raimo (it), Niente di vero (Einaudi)
  - Essai : Silvia Ronchey (it), L'ultima immagine (Rizzoli)
  - Poésie : Claudio Damiani (it), Prima di nascere (Fazi)
  - Première œuvre : Pietro Castellitto, Gli iperborei (Bompiani)
  - Prix spéciaux : Wlodek Goldkorn (Prix international), Silvia Sciorilli Borrelli (it) (Prix journalisme), Agnese Pini (it) (mention spéciale)

#### Articles sur l'année 2022 en Italie
- Pandémie de Covid-19 en Italie
- Crise du gouvernement italien de 2022

#### L'année sportive 2022 en Italie
- Championnat d'Italie de football 2021-2022
- Championnat d'Italie de football 2022-2023
- Coupe d'Italie de football 2021-2022
- Coupe d'Italie de football 2022-2023
- Championnat d'Italie de rugby à XV 2021-2022
- Championnat d'Italie de rugby à XV 2022-2023
- Grand Prix automobile d'Italie 2022
- Milan-San Remo 2022
- Tour d'Italie 2022
- Tournoi de tennis de Rome (ATP 2022) (Masters de Rome)
- Tournoi de tennis de Rome (WTA 2022)

#### L'année 2022 dans le reste du monde
- L'année 2022 dans le monde
- 2022 par pays en Amérique, 2022 au Canada, 2022 aux États-Unis
- 2022 en Europe, 2022 dans l'Union européenne, 2022 en Belgique, 2022 en France, 2022 en Suisse
- 2022 en Afrique • 2022 par pays en Asie • 2022 en Océanie
- 2022 aux Nations unies
- Décès en 2022